# Cophoscincopus senegalensis
Espèce
Statut de conservation UICN

 DD  : Données insuffisantes
Cophoscincopus senegalensis est une espèce de sauriens de la famille des Scincidae.

## Répartition
Cette espèce se rencontre au Sénégal et en Guinée.

## Étymologie
Son nom d'espèce, composé de senegal et du suffixe latin -ensis, « qui vit dans, qui habite », lui a été donné en référence au lieu de sa découverte.

## Publication originale
- Trape, Chirio & Trape, 2012 : Lézards, crocodiles et tortues d'Afrique occidentale et du Sahara. IRD Orstom, p. 1-503.